# Скалдасоле
Скалдасо̀ле (на италиански: Scaldasole; на ломбардски: Scaldasul, Скалдасул) е село и община в Северна Италия, провинция Павия, регион Ломбардия. Разположено е на 86 m надморска височина. Населението на общината е 912 души (към 2017 г.).